# Jonas Survila
Jonas Survila (* 28. Dezember 1984 in Vilnius) ist ein litauischer Beamter,  Politiker und Vizeminister.

## Leben
Nach dem Abitur am Gymnasium absolvierte Jonas Survila 2008 ein Bachelorstudium der Politikwissenschaft an der Vilniaus universitetas.
Von 2008 bis 2012 war er Berater des Premierministers Andrius Kubilius und arbeitete in der Regierungskanzlei Litauens, von 2011 bis 2013 im Sekretariat der konservativen Partei TS-LKD. Von 2014 bis 2016 leitete er das Büro des Europaparlament-Mitglieds Gabrielius Landsbergis. Von 2021 bis 2022 war er Berater der Premierministerin Ingrida Šimonytė in der Regierungskanzlei. Seit 2022 ist er Vizeminister, Stellvertreter von Gabrielius Landsbergis am Außenministerium im  Kabinett Šimonytė, geleitet von Ingrida Šimonytė.
Er ist Mitglied der TS-LKD.